# Liudîn, Dubrovîțea
Liudîn (în ucraineană Людинь) este localitatea de reședință a comunei Liudîn din raionul Dubrovîțea, regiunea Rivne, Ucraina.

## Demografie
Componența lingvistică a localității Liudîn
     Ucraineană (98,94%)
     Alte limbi (1,06%)
Conform recensământului din 2001, majoritatea populației localității Liudîn era vorbitoare de ucraineană (98,94%), existând în minoritate și vorbitori de alte limbi.